# لکزینگتون، میشیگان
لکزینگتون (به انگلیسی: Lexington) یک روستا در ایالات متحده آمریکا است که در شهرستان سانیلاک واقع شده‌است. لکزینگتون ۳٫۶۵ کیلومتر مربع مساحت و ۱٬۱۷۸ نفر جمعیت دارد و ۱۸۸ متر بالاتر از سطح دریا واقع شده‌است.